# Herb gminy Grębocice

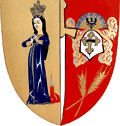
Herb gminy (obowiązujący w latach 1997-2022)

Herb gminy Grębocice – jeden z symboli gminy Grębocice, autorstwa Jacka Rutkowskiego, ustanowiony 15 lutego 2022.

## Wygląd i symbolika
Herb przedstawia na tarczy w polu złotym czerwony płaszcz św. Marcina z srebrnym podbiciem, rozcięty na pół srebrnym mieczem z czerwoną rękojeścią, a nad nim czerwoną kometę. Płaszcz nawiązuje do postaci św. Marcina z Tours, patrona kościoła w Grębocicach oraz jako wzór cnót niezbędnych do sprawowania służby publicznej przez władze gminy, natomiast kometa nawiązuje do bolida, który 5 stycznia 2020 eksplodował w okolicach Głogowa, a którego fragmenty odnaleziono także na terytorium gminy. 

## Historia
Pierwszy wzór herbu gminy został ustanowiony w 1997, jednak nie spełniał on zasad heraldyki. Po wielu latach starań, w 2020 gmina wysłała projekt nowego herbu do Komisji Heraldycznej. Wersja z 2022 różni się jednak brakiem orła oraz symbolem komety.